# Kargopol
Kargopol (ryska Каргополь) är en stad i länet Archangelsk oblast i Ryssland. Folkmängden uppgår till cirka 10 000 invånare. 

## Historia
Det kan inte fastslås med säkerhet när orten grundades, men den finns dokumenterad redan 1146, när den var en handelsstation i Republiken Novgorod. Den verkar ha behållit sin betydelse som handelplats under 1200- och 1300-talet när den tillhörde Bjarmaland.